# Lud Wray
James R. Ludlow "Lud" Wray (7 de febrero de 1894 - 24 de julio de 1967) fue un jugador, entrenador de fútbol americano, y cofundador junto con su compañero de equipo colegial Bert Bell, de las Águilas de Filadelfia de la National Football League. Fue el primer entrenador de los Bravos de Boston (los actuales Pieles Rojas de Washington) en 1932 y de Filadelfia de 1933 a 1935. Su marca como entrenador fue de 13 juegos ganados, 25 perdidos y 3 empates.